# Apoplophora serrata
Apoplophora serrata är en kvalsterart som beskrevs av Wojciech Niedbała 2004. Apoplophora serrata ingår i släktet Apoplophora och familjen Mesoplophoridae. Inga underarter finns listade i Catalogue of Life.